# Priscomasaris namibiensis
Priscomasaris namibiensis är en stekelart som beskrevs av Gess, F. 1998. Priscomasaris namibiensis ingår i släktet Priscomasaris och familjen Masaridae. Inga underarter finns listade i Catalogue of Life.